# Etheostoma striatulum
Etheostoma striatulum är en fiskart som beskrevs av Page och Braasch, 1977. Etheostoma striatulum ingår i släktet Etheostoma och familjen abborrfiskar. IUCN kategoriserar arten globalt som sårbar. Inga underarter finns listade i Catalogue of Life.